# Mekka Gate (Aurangabad)

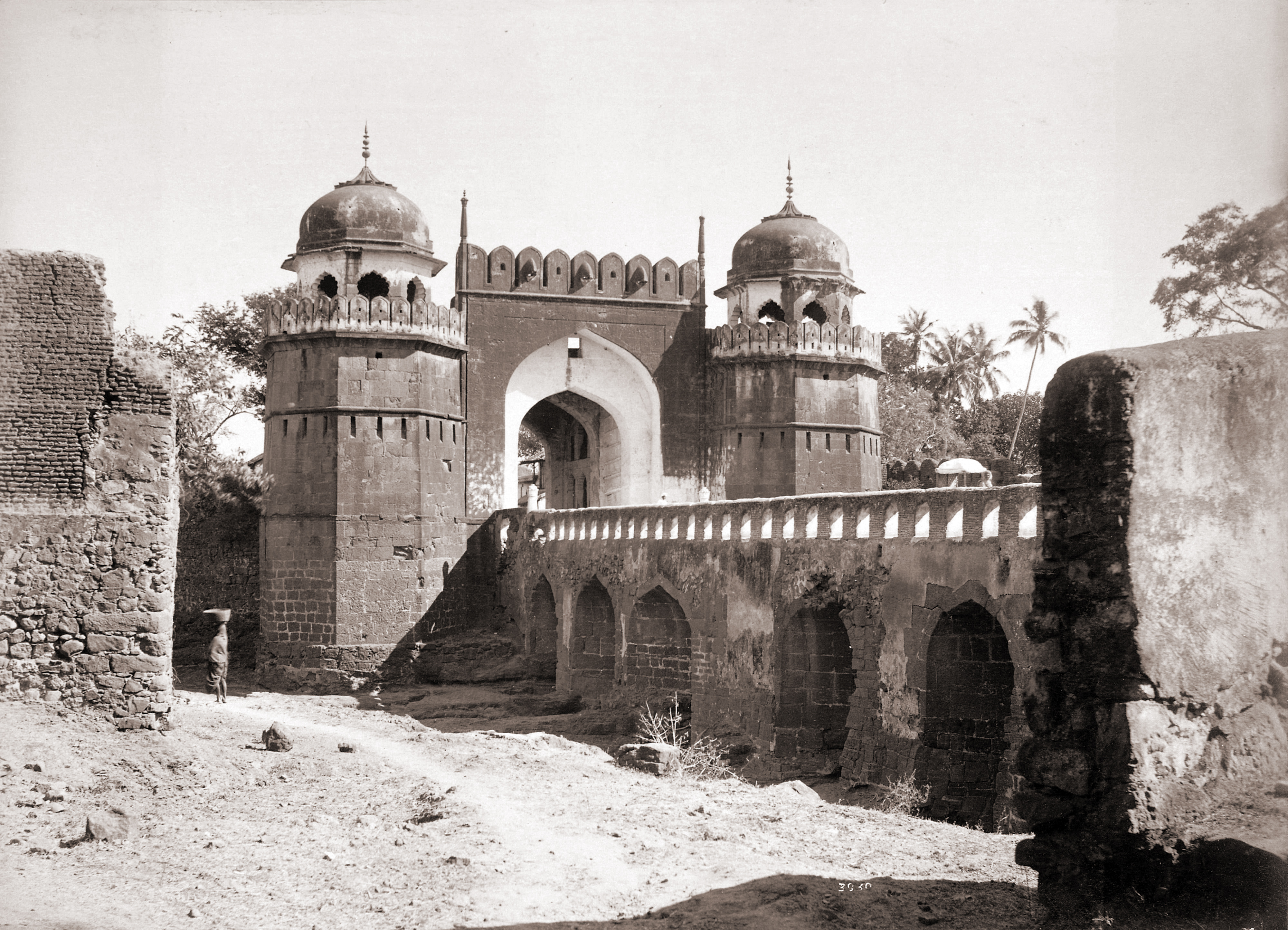
Mekka Gate (um 1880)

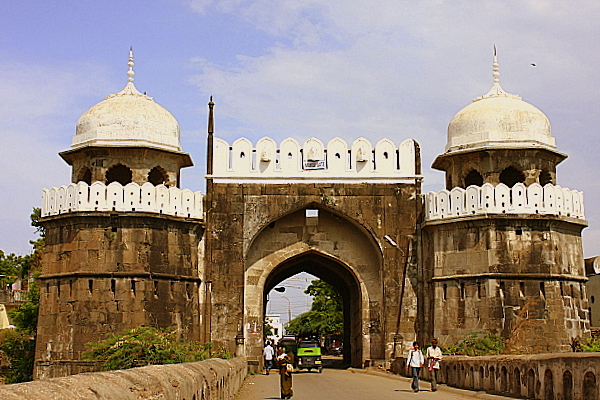
Mekka Gate (2009)

Das Mekka Gate oder auch Makai Gate in der Stadt Aurangabad im indischen Bundesstaat Maharashtra ist eines von ehemals 52 Toren der Stadt. Es ist nach Westen, das heißt in Richtung Mekka ausgerichtet.

## Lage
Das Mekka Gate liegt am Kham River im Nordwesten der Stadt Aurangabad; unmittelbar davor befindet sich eine Brücke über den – außerhalb der Monsunzeit – meist ausgetrockneten Fluss.

## Geschichte
Der Großmogul Aurangzeb (reg. 1658–1707) ließ die auf dem Dekkan gelegene und später nach ihm benannte Stadt in den 1680er und 1690er Jahren ausbauen und zum Schutz vor den Angriffen der Marathen mit einer Stadtmauer umgeben; zu dieser gehören 13 erhaltene Stadttore.

## Architektur
Wie nahezu alle Bauten der Mogul-Architektur besteht auch das etwa 30 m breite und 10 m tiefe Mekka Gate in seinem Kern aus Ziegelsteinen. Diese wurden mit exakt behauenen Werksteinen oder mit Platten verkleidet. Der Zinnenkranz und die mit umgedrehten Lotosblüten und Kugelstäben versehenen Kuppeln der auf den seitlichen Bastionen aufsitzenden Pavillons (chhatris) sind heute weiß gestrichen, was aber nicht immer der Fall war. Der mittlere Durchgang ist etwa 6 m breit und 8 m hoch; darüber befindet sich ein Wehrgang bzw. eine Plattform.